# 1996–1997-es magyar jégkorongbajnokság
A 60. első osztályú jégkorong bajnokságban öt csapat indult el. A mérkőzéseket 1996. október 1. és 1997. április 30. között rendezték meg.

## Alapszakasz végeredménye
|    | Csapat      | M  | GY | D | V  | GK     | Pont |
| -- | ----------- | -- | -- | - | -- | ------ | ---- |
| 1. | Dunaferr    | 28 | 22 | 2 | 4  | 182-43 | 46   |
| 2. | Ferencváros | 28 | 19 | 3 | 6  | 141-74 | 41   |
| 3. | Alba Volán  | 28 | 17 | 2 | 9  | 145-69 | 36   |
| 4. | Tisza Volán | 28 | 6  | 3 | 19 | 83-122 | 15   |
| 5. | Újpesti TE  | 28 | 0  | 2 | 26 | 47-280 | 2    |

## Helyosztók
Döntő: 
Dunaferr - Ferencváros 3-4 (0-2, 2-0, 1-1, 0-1)
Ferencváros - Dunaferr 5-1 (0-0, 3-1, 2-0)

## Bajnokság végeredménye
1. Ferencvárosi TC

2. Dunaferr SE

3. Alba Volán-FeVita

4. Tisza Volán-Szeged

5. Újpesti TE

## A Ferencváros bajnokcsapata
Hudák Gábor, Dragomir György, Kóger István, Salamon Jenő, Svasznek Bence, Farkas Norbert, Ancsin László, Hegyi Zoltán, Jevgenyij Csizmin, Kiss Tibor, Milan Stas, Alekszej Iszakov, Kaszala János, Kangyal Balázs, Stepan Sommer, Horváth Csaba, Sofron Attila, Sándor Szilárd, Szuper Levente, Juhász Zsolt, Mészáros Miklós, Pindák László, Hajdú Levente, Dobos Tamás, Majoross Gergely, Kocsis Nándor
Vezetőedző: Gold Róbert

## A bajnokság különdíjasai
- A gólkirály: Ocskay Gábor (Alba Volán)
- A legjobb kapus: Berényi Norbert (Dunaferr)
- A legjobb hátvéd: Kangyal Balázs (FTC)
- A legjobb csatár: Dobos Tamás (FTC)
- A legjobb U18 játékos (Leveles Kupa): Szuper Levente (FTC)
- A legjobb újonc játékos (Kósa Kupa): Szuper Levente (FTC)
- A legtechnikásabb játékos (Miklós Kupa): Ocskay Gábor (Alba Volán)
- A legjobb külföldi játékos: Antatolij Lvov  (Alba Volán)